# Singles número um na Pop Songs em 2012

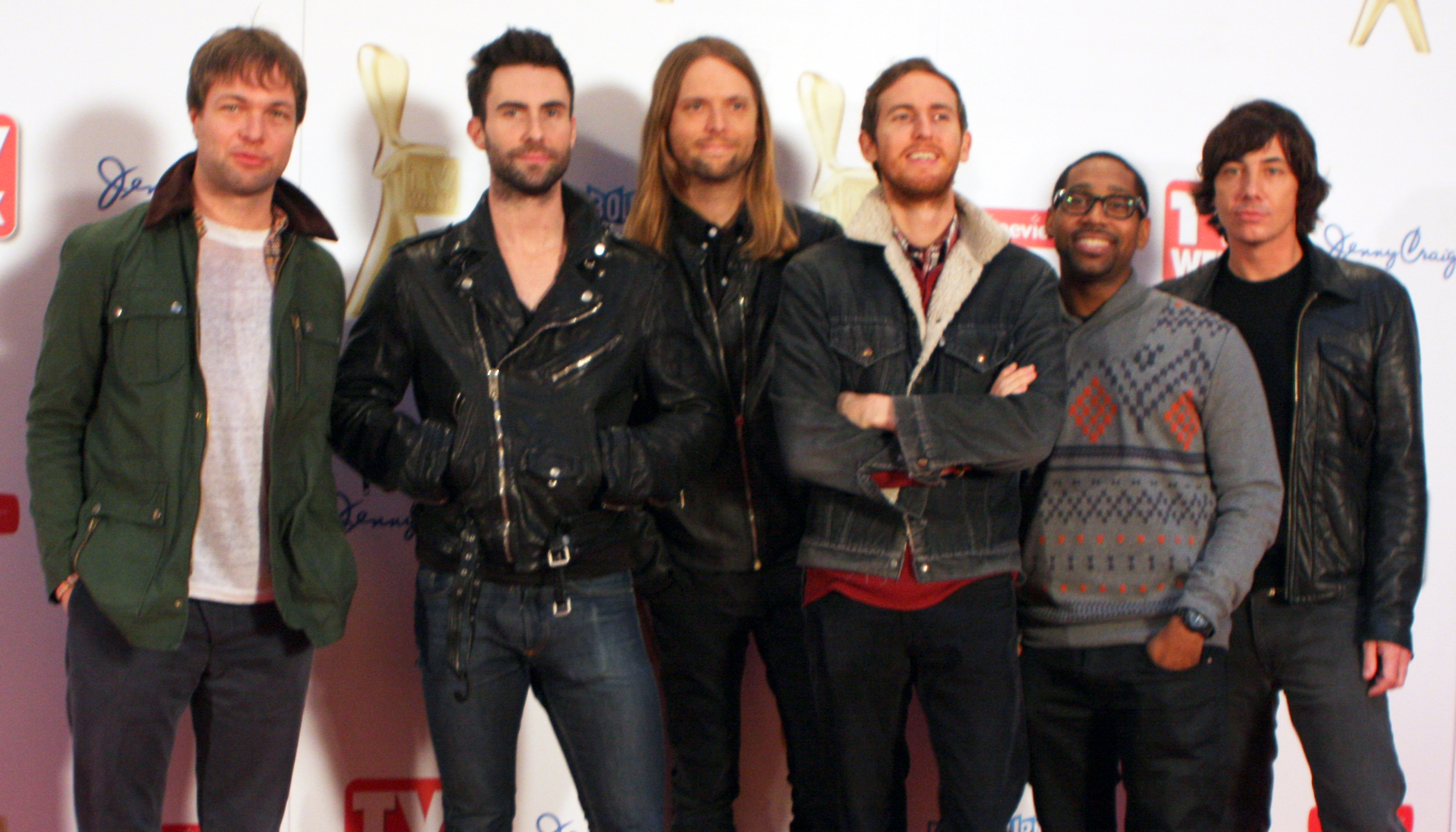
Maroon 5 foi a banda a permanecer mais tempo na liderança da tabela, doze semanas não-consecutivas, com seus dois singles "Payphone" e "One More Night".

Abaixo apresenta-se a lista dos singles que alcançaram a primeira posição na Pop Songs no ano de 2012. A tabela é publicada semanalmente pela revista Billboard, que classifica a popularidade de canções de gêneros pop nas rádios dos Estados Unidos a partir de dados recolhidos pela Nielsen Broadcast Data Systems.
Em 2012, dezenove canções atingiram o topo da parada em cinquenta e duas edições. O ano iniciou com  "We Found Love" de Rihanna com Calvin Harris e encerrou com "Locked Out of Heaven" de Bruno Mars. Nove artistas conseguiram seu primeiro número um na parada, nomeadamente, The Wanted, Fun, Janelle Monáe, Gotye, Kimbra, Carly Rae Jepsen, Wiz Khalifa, Ellie Goulding e Demi Lovato. Maroon 5 foi a banda a permanecer mais semanas na liderança do gráfico, em um total de doze não-consecutivas, com "Payphone" e "One More Night", cujo último citado foi o single a ocupar por mais tempo o topo da classificação.
Outras músicas que passaram longo período no primeiro lugar foram: "We Are Young" de Fun e Janelle Monáe, por cinco semanas consecutivas; "We Found Love" de Rihanna com Calvin Harris, "Set Fire to the Rain" de Adele, "Stronger (What Doesn't Kill You)" de Kelly Clarkson, "Payphone" de Maroon 5 com Wiz Khalifa e "Wide Awake" de Katy Perry, por quatro semanas e "Somebody That I Used to Know" de Gotye com Kimbra, "Call Me Maybe" de Carly Rae Jepsen e "Die Young" de Kesha, por três semanas consecutivas. Os destaques notáveis do ano incluem Katy Perry que com "The One That Got Away", tornou-se na primeira artista da história a emplacar seis singles de um mesmo álbum no cume do periódico. Ela também igualou-se a Rihanna no recorde de cantoras com mais número um na compilação, ambas com nove, quando "Wide Awake" atingiu o topo da lista. Após a Pop Songs expandir seu painel de avaliação para 157 estações de rádio, "Die Young", de Kesha, registrou o feito de faixa com maior número de execuções semanal, 13 mil e 764, em 20 anos de história da tabela. "Locked Out of Heaven" converteu Bruno Mars no terceiro artista masculino a conseguir colocar cinco canções na liderança da parada.

## Histórico

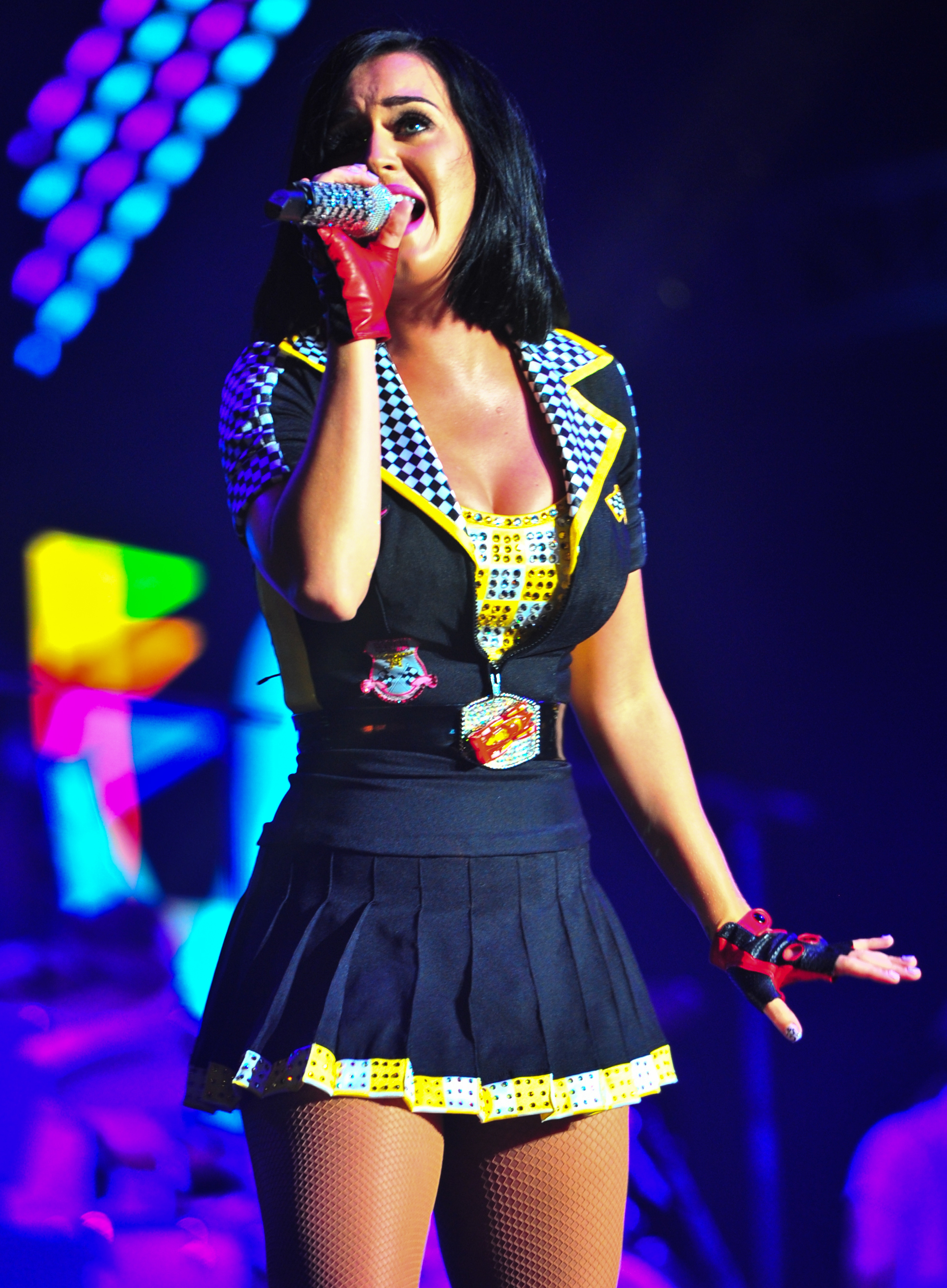
Katy Perry tornou-se na primeira artista da história a emplacar seis singles de um mesmo álbum na liderança da tabela.

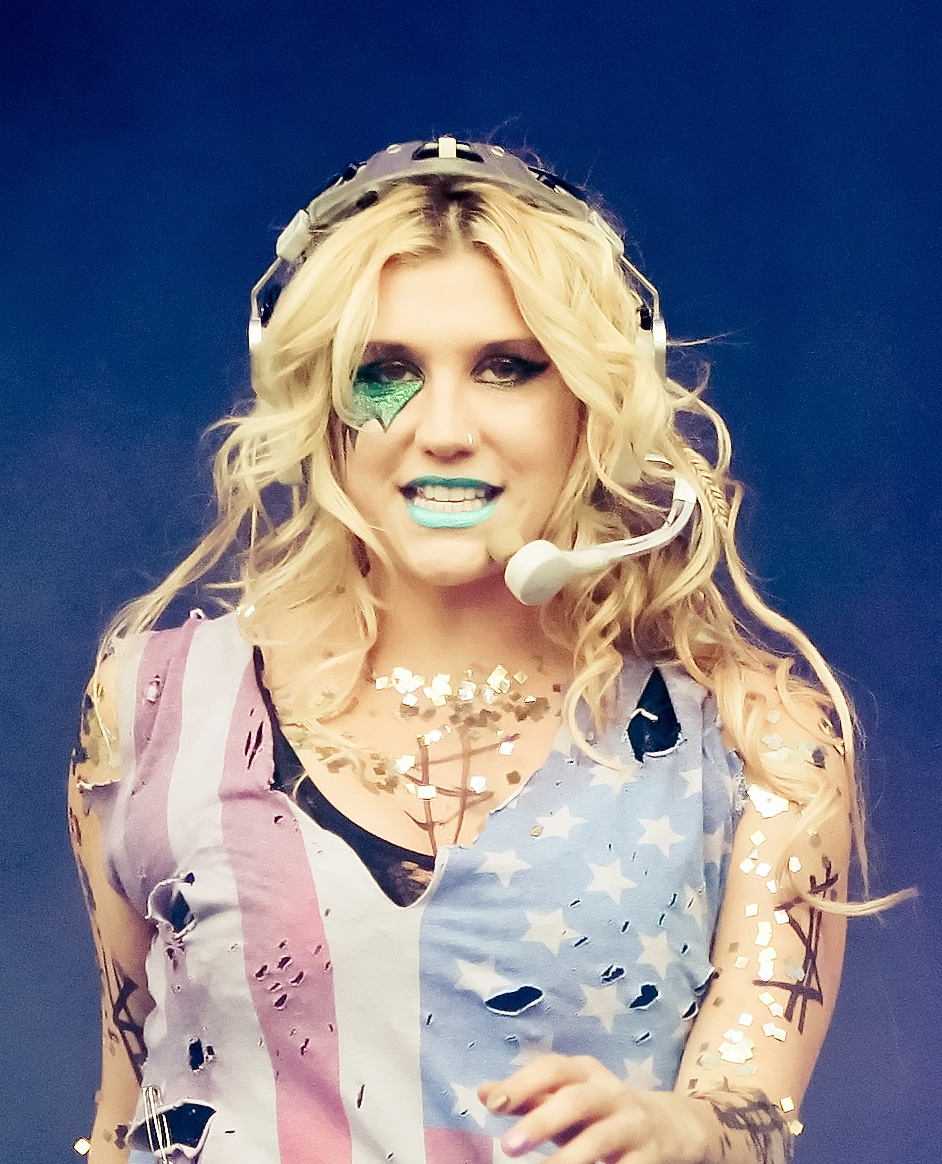
"Die Young" de Kesha marcou o feito de faixa com maior número de execuções semanal, 13 mil e 764, em 20 anos de história da compilação.

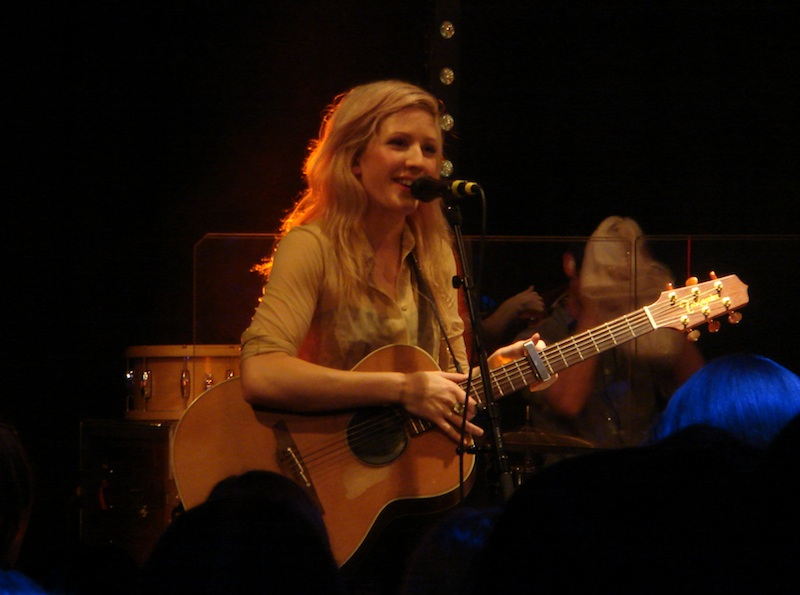
"Lights" de Ellie Goulding foi a canção mais bem-sucedida de 2012 no gráfico.

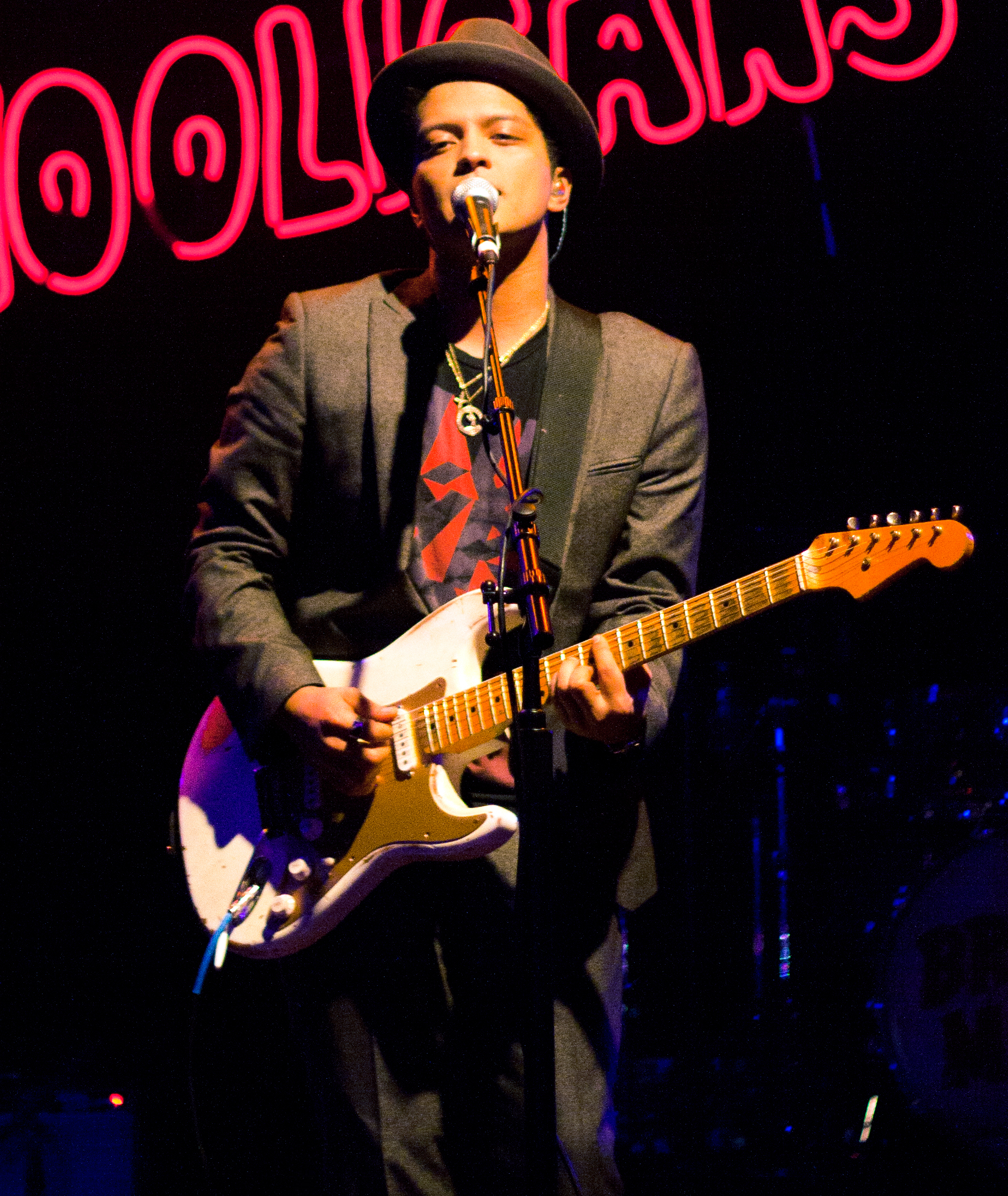
O cantor Bruno Mars converteu-se no terceiro artista masculino a colocar cinco canções na liderança da tabela, sendo duas destas no ano de 2012.

| Data            | Canção                             | Artista                   | Ref.   |
| --------------- | ---------------------------------- | ------------------------- | ------ |
| 7 de janeiro    | "We Found Love"                    | Rihanna com Calvin Harris | [ 15 ] |
| 14 de janeiro   | "We Found Love"                    | Rihanna com Calvin Harris | [ 16 ] |
| 21 de janeiro   | "We Found Love"                    | Rihanna com Calvin Harris | [ 17 ] |
| 28 de janeiro   | "We Found Love"                    | Rihanna com Calvin Harris | [ 18 ] |
| 4 de fevereiro  | "It Will Rain"                     | Bruno Mars                | [ 19 ] |
| 11 de fevereiro | "The One That Got Away"            | Katy Perry                | [ 10 ] |
| 18 de fevereiro | "Good Feeling"                     | Flo Rida                  | [ 20 ] |
| 25 de fevereiro | "Set Fire to the Rain"             | Adele                     | [ 21 ] |
| 3 de março      | "Set Fire to the Rain"             | Adele                     | [ 22 ] |
| 10 de março     | "Set Fire to the Rain"             | Adele                     | [ 23 ] |
| 17 de março     | "Set Fire to the Rain"             | Adele                     | [ 24 ] |
| 24 de março     | "Stronger (What Doesn't Kill You)" | Kelly Clarkson            | [ 25 ] |
| 31 de março     | "Stronger (What Doesn't Kill You)" | Kelly Clarkson            | [ 26 ] |
| 7 de abril      | "Stronger (What Doesn't Kill You)" | Kelly Clarkson            | [ 27 ] |
| 14 de abril     | "Stronger (What Doesn't Kill You)" | Kelly Clarkson            | [ 28 ] |
| 21 de abril     | "Glad You Came"                    | The Wanted                | [ 2 ]  |
| 28 de abril     | "We Are Young"                     | Fun com Janelle Monáe     | [ 3 ]  |
| 5 de maio       | "We Are Young"                     | Fun com Janelle Monáe     | [ 29 ] |
| 12 de maio      | "We Are Young"                     | Fun com Janelle Monáe     | [ 30 ] |
| 19 de maio      | "We Are Young"                     | Fun com Janelle Monáe     | [ 31 ] |
| 26 de maio      | "We Are Young"                     | Fun com Janelle Monáe     | [ 32 ] |
| 2 de junho      | "Somebody That I Used to Know"     | Gotye com Kimbra          | [ 4 ]  |
| 9 de junho      | "Somebody That I Used to Know"     | Gotye com Kimbra          | [ 33 ] |
| 16 de junho     | "Somebody That I Used to Know"     | Gotye com Kimbra          | [ 34 ] |
| 23 de junho     | "Call Me Maybe"                    | Carly Rae Jepsen          | [ 5 ]  |
| 30 de junho     | "Call Me Maybe"                    | Carly Rae Jepsen          | [ 35 ] |
| 7 de julho      | "Call Me Maybe"                    | Carly Rae Jepsen          | [ 36 ] |
| 14 de julho     | "Payphone"                         | Maroon 5 com Wiz Khalifa  | [ 6 ]  |
| 21 de julho     | "Payphone"                         | Maroon 5 com Wiz Khalifa  | [ 37 ] |
| 28 de julho     | "Payphone"                         | Maroon 5 com Wiz Khalifa  | [ 38 ] |
| 4 de agosto     | "Payphone"                         | Maroon 5 com Wiz Khalifa  | [ 39 ] |
| 11 de agosto    | "Wide Awake"                       | Katy Perry                | [ 11 ] |
| 18 de agosto    | "Wide Awake"                       | Katy Perry                | [ 40 ] |
| 25 de agosto    | "Lights"                           | Ellie Goulding            | [ 7 ]  |
| 1º de setembro  | "Wide Awake"                       | Katy Perry                | [ 41 ] |
| 8 de setembro   | "Wide Awake"                       | Katy Perry                | [ 42 ] |
| 15 de setembro  | "Give Your Heart a Break"          | Demi Lovato               | [ 8 ]  |
| 22 de setembro  | "Whistle"                          | Flo Rida                  | [ 43 ] |
| 29 de setembro  | "Whistle"                          | Flo Rida                  | [ 44 ] |
| 6 de outubro    | "Blow Me (One Last Kiss)"          | Pink                      | [ 45 ] |
| 13 de outubro   | "One More Night"                   | Maroon 5                  | [ 46 ] |
| 20 de outubro   | "One More Night"                   | Maroon 5                  | [ 47 ] |
| 27 de outubro   | "One More Night"                   | Maroon 5                  | [ 48 ] |
| 3 de novembro   | "One More Night"                   | Maroon 5                  | [ 49 ] |
| 10 de novembro  | "One More Night"                   | Maroon 5                  | [ 50 ] |
| 17 de novembro  | "One More Night"                   | Maroon 5                  | [ 51 ] |
| 24 de novembro  | "One More Night"                   | Maroon 5                  | [ 52 ] |
| 1º de dezembro  | "One More Night"                   | Maroon 5                  | [ 9 ]  |
| 8 de dezembro   | "Die Young"                        | Kesha                     | [ 12 ] |
| 15 de dezembro  | "Die Young"                        | Kesha                     | [ 53 ] |
| 22 de dezembro  | "Die Young"                        | Kesha                     | [ 54 ] |
| 29 de dezembro  | "Locked Out of Heaven"             | Bruno Mars                | [ 13 ] |